# Triston Grant
Triston Grant (né le 2 février 1984 à Neepawa, Manitoba au Canada) est un joueur professionnel canadien de hockey sur glace,.

## Carrière de joueur
Joueur issu de la Ligue de hockey de l'Ouest, il se joint à l'organisation de Flyers de Philadelphie en jouant pour le club-école de ces derniers dans la Ligue américaine de hockey, soit les Phantoms de Philadelphie.
Il jouera quelques saisons à Philadelphie, jouant même quelques parties avec les Flyers en 2006-2007. À l'été 2008, il fut échangé aux Predators de Nashville.
Le 1er juillet 2010, il signe en tant qu'agent libre avec les Panthers de la Floride.
Il remporte la Coupe Calder 2013 avec les Griffins de Grand Rapids.

## Statistiques
| Saison     | Équipe                   | Ligue      |    | Saison régulière | Saison régulière | Saison régulière | Saison régulière | Saison régulière |   | Séries éliminatoires | Séries éliminatoires | Séries éliminatoires | Séries éliminatoires | Séries éliminatoires |
| Saison     | Équipe                   | Ligue      | PJ | B                | A                | Pts              | Pun              | PJ               | B | A                    | Pts                  | Pun                  |                      |                      |
| 2000-2001  | Hurricanes de Lethbridge | LHOu       | 23 | 2                | 0                | 2                | 75               | 5                | 0 | 0                    | 0                    | 11                   |                      |                      |
| 2001-2002  | Hurricanes de Lethbridge | LHOu       | 36 | 8                | 1                | 9                | 110              | -                | - | -                    | -                    | -                    |                      |                      |
| 2001-2002  | Giants de Vancouver      | LHOu       | 21 | 2                | 4                | 6                | 53               | -                | - | -                    | -                    | -                    |                      |                      |
| 2002-2003  | Giants de Vancouver      | LHOu       | 72 | 10               | 10               | 20               | 200              | 4                | 0 | 0                    | 0                    | 10                   |                      |                      |
| 2003-2004  | Giants de Vancouver      | LHOu       | 69 | 10               | 8                | 18               | 267              | 11               | 1 | 1                    | 2                    | 33                   |                      |                      |
| 2004-2005  | Giants de Vancouver      | LHOu       | 70 | 20               | 12               | 32               | 193              | 6                | 1 | 0                    | 1                    | 8                    |                      |                      |
| 2005-2006  | Phantoms de Philadelphie | LAH        | 64 | 2                | 3                | 5                | 190              | -                | - | -                    | -                    | -                    |                      |                      |
| 2006-2007  | Phantoms de Philadelphie | LAH        | 61 | 5                | 6                | 11               | 199              | -                | - | -                    | -                    | -                    |                      |                      |
| 2006-2007  | Flyers de Philadelphie   | LNH        | 8  | 0                | 1                | 1                | 10               | -                | - | -                    | -                    | -                    |                      |                      |
| 2007-2008  | Phantoms de Philadelphie | LAH        | 72 | 10               | 11               | 21               | 181              | 12               | 0 | 2                    | 2                    | 34                   |                      |                      |
| 2008-2009  | Admirals de Milwaukee    | LAH        | 55 | 3                | 8                | 11               | 153              | 11               | 1 | 1                    | 2                    | 12                   |                      |                      |
| 2009-2010  | Admirals de Milwaukee    | LAH        | 74 | 12               | 13               | 25               | 236              | 5                | 0 | 2                    | 2                    | 16                   |                      |                      |
| 2009-2010  | Predators de Nashville   | LNH        | 3  | 0                | 0                | 0                | 9                | -                | - | -                    | -                    | -                    |                      |                      |
| 2010-2011  | Americans de Rochester   | LAH        | 56 | 7                | 6                | 13               | 144              | -                | - | -                    | -                    | -                    |                      |                      |
| 2011-2012  | Barons d'Oklahoma City   | LAH        | 53 | 11               | 4                | 15               | 163              | 7                | 0 | 0                    | 0                    | 29                   |                      |                      |
| 2012-2013  | Griffins de Grand Rapids | LAH        | 75 | 4                | 6                | 10               | 196              | 24               | 2 | 2                    | 4                    | 26                   |                      |                      |
| 2013-2014  | Griffins de Grand Rapids | LAH        | 51 | 6                | 10               | 16               | 103              | 4                | 0 | 0                    | 0                    | 4                    |                      |                      |
| 2014-2015  | Admirals de Milwaukee    | LAH        | 73 | 13               | 13               | 26               | 123              | -                | - | -                    | -                    | -                    |                      |                      |
| 2015-2016  | Griffins de Grand Rapids | LAH        | 6  | 0                | 0                | 0                | 19               | -                | - | -                    | -                    | -                    |                      |                      |
| 2016-2017  | Thunder de Wichita       | ECHL       | 4  | 0                | 0                | 0                | 17               | -                | - | -                    | -                    | -                    |                      |                      |
| 2016-2017  | Rush de Rapid City       | ECHL       | 43 | 6                | 5                | 11               | 104              | -                | - | -                    | -                    | -                    |                      |                      |
| 2016-2017  | Senators de Binghamton   | LAH        | 1  | 0                | 0                | 0                | 2                | -                | - | -                    | -                    | -                    |                      |                      |
| 2017-2018  | Mallards de Quad City    | ECHL       | 25 | 8                | 5                | 13               | 93               | -                | - | -                    | -                    | -                    |                      |                      |
| Totaux LNH | Totaux LNH               | Totaux LNH | 11 | 0                | 1                | 1                | 19               | -                | - | -                    | -                    | -                    |                      |                      |

## Transactions en carrière
- 24 juin 2008 : échangé aux Predators de Nashville par les Flyers de Philadelphie avec un choix de 9e ronde (échangé plus tard aux Blues de Saint-Louis, Saint-Louis sélectionne Maxwell Tardy) lors du repêchage d'entrée dans la LNH en 2009 en retour de Janne Niskala.